# Коряківський соляний промисел
Коряківський соляний промисел – виробничий майданчик з видобутку кам'яної солі на півночі Казахстану, за два десятки кілометрів на північний схід від міста Павлодар.
З початку 16 століття провідну роль у забезпеченні сіллю окупованих росіянами просторів Західного Сибіру відігравала розробка озера Ямишевське, яке лежить неподалік від Іртишу за півсотні кілометрів на південь від сучасного міста Павлодар. Втім, висадка нової солі у Ямишевському спостерігалась не кожен рік, так що з плином часу довелось підшукувати додаткові джерела ресурсу. В першій половині 18 століття звернули увагу на озеро Коряківське, яке знаходилось неподалік від заснованого у 1720-му Коряківського форпосту. 
В другій половині 18 століття з Коряківського могли відправляти 500 – 700 тон солі на рік, а станом на початок 20 століття тут вже видобувалось біля 50 тисяч тон. Вивіз продукції відбувався по Іртишу. 
В часи існування СРСР промисловою розробкою озера опікувалось виробниче об’єднання «Павлодарсіль», при цьому в якийсь момент для вивозу солі проклали залізничну колію.
В 1973-му видобуток на Коряківському озері припинили (натомість роком раніше запустили промисел на озері Світлиця). Є відомості, що причиною зупинки промислу стала недосконала технологія розробки, яка призвела до сильного забруднення продукту.
В 2021-му видобуток з Коряківського озера відновила компанія «Мультисервис». Промисел, що діє в теплу пору року, в 2022-му вийшов на повну потужність у 50 тисяч тон на рік. Наразі планується ведення розробки до 2029 року.